# Alle dagen feest
Alle dagen feest is een film uit 1976 in vier delen geregisseerd door Ate de Jong, Otto Jongerius, Paul de Lussanet en Orlow Seunke met in de hoofdrol Peter Faber. De internationale titel is Every day's a holiday.
Het scenario van de film is gebaseerd op verhalen uit de verhalenbundel Alle dagen feest van Remco Campert uit 1955. De film was geen groot succes in de bioscoop. De critici vonden Alle dagen feest minder evenwichtig dan Zwaarmoedige verhalen voor bij de centrale verwarming (ook een film bestaande uit een vierluik met vier regisseurs). De meeste critici hadden een voorkeur voor de delen van Orlow Seunke en Paul de Lussanet. Later zou pas blijken dat Van Heijningen ook dit keer een goed oog had gehad voor nieuw regisseurstalent.

## Verhaal
De mislukte dichter Wessel Franken verlaat de poëzie voor een carrière als directeur van een publiciteitsbureau. Zijn leven is alle dagen feest. Samen met zijn vrienden, de schilders Willem en Otto en in het gezelschap van Eva met de mooie billen, haalt Wessel een aantal artiestengrollen uit. Onder één laken en dak met Joke, die zwanger van hem is, hangt Wessel een ellendige nietsnut uit. Als Wessel jarig is wil hij dat vieren, maar hij vindt geen feestgezelschap: zijn moeder is het vergeten, een ex-vriendinnetje deponeert hem met champagne en al op straat. Noch het meisje uit de kantoorboekhandel noch het meisje uit de snackbar bieden soelaas. Alleen de vriendin van zijn moeder wil op de wieken van de jonge dichter de aarde wel even achter zich laten. Dan gaat Wessel maar weer eens op reis. Willem van Malsen is zijn gezel. Vlak over de grens raakt Wessel verzeild in de armen van een herbergiersdochter, dit tot groot ongenoegen van haar vader. Naakt kiest de poëet het hazenpad.

## Rolverdeling
| Acteur              | Personage             |
| ------------------- | --------------------- |
| Peter Faber         | Wessel Franken        |
| Hans Man in 't Veld | Willem van Malsen     |
| Marlous Fluitsma    | echtgenote van Wessel |
| Bram van der Vlugt  | chef-redacteur        |

Verder met:
- Shireen Strooker
- Loudi Nijhoff
- Els Bouwman
- Elisabeth Andersen
- Ansje Beentjes
- Marjon Brandsma
- Elja Pelgrom
- Tom van Beek
- Tineke Zaal
- Hannah de Leeuwe
- Paul Clairy
- Bon Bon
- Ate de Jong
- Ward de Ravet
- Marcelle Meuleman
- Helmert Woudenberg
- Wim van den Brink
- Elsa Lioni
- Chris Baay
- Jac Heyer
- Alexandra te Winkel

## Achtergrond
Na het succes van de film Zwaarmoedige verhalen voor bij de centrale verwarming bestaande uit vier korte films gebaseerd op verhaal van Heere Heeresma, besloot producent Matthijs van Heijningen nog eens een dergelijke film te realiseren. Hij vroeg subsidie aan voor vier korte films bij het Ministerie van Cultuur, Recreatie en Maatschappelijk Werk. De vier films zouden vervolgens tot één avondvullende film worden samengevoegd onder de titel Alle dagen feest. Net als bij Zwaarmoedige verhalen voor bij de centrale verwarming koos Van Heijningen voor vier debuterende regisseurs en een schrijver van korte verhalen (Remco Campert). De film bestaat uit vier korte films:
- Alle dagen feest (regie: Ate de Jong),
- Een ellendige nietsnut (regie: Orlow Seunke),
- Hoe ik mijn verjaardag vierde (regie: Otto Jongerius)
- Op reis (regie: Paul de Lussanet).